# Shaul Guerrero
Shaul Marie Guerrero (nacida el 14 de octubre de 1990) es una cantante, modelo, valet y luchadora profesional que trabajo en la WWE bajo el nombre de Raquel Diaz. Entre sus logros destacan el Reina de FCW y Campeona de Divas de la FCW.

## Carrera

### World Wrestling Entertainment / WWE (2010-2012, 2013-2014)
El 26 de octubre de 2010, World Wrestling Entertainment (WWE) firmó un contrato con Guerrero siendo asignada a la Florida Championship Wrestling, territorio de desarrollo de la WWE. Ella hizo su debut en diciembre de 2010, en un combate entre AJ Lee y Naomi Nigth. Ella hizo su debut en el ring el 11 de febrero de 2011 en Gainesville, Florida en un house show bajo el nombre de "Raquel Díaz", trabajo en equipo con Naomi contra AJ y Aksana.
Actuó como mánager del luchador Alexander Rusev, y La Ascensión (Conor O'Brian, Kenneth Cameron , y Tito Colón). El 15 de diciembre, Díaz derrotó a Audrey Marie para ganar el Campeonato de Divas de la FCW por primera vez, tres días después, el 18 de diciembre, Díaz derrotó a Aksana con un bomba Gory para convertirse en la nueva Reina de FCW, siendo después de Aksana la segunda mujer en tener ambos campeonatos. El 18 de julio de 2012 debutó en NXT, sin embargo el 27 de septiembre se informó de que Guerrero había sido liberada de su contrato con la empresa.
El 20 de diciembre, Díaz regresó al ring en un evento en vivo de NXT en una lucha junto con Sasha Banks en contra de Emma y Bayley. Tras el partido, Díaz atacó Banks y dibujó una "L" en la frente. El 30 de abril fue despedida.

### All Elite Wrestling (2020)
El 3 de agosto de 2020 Shaul debutó en All Elite Wrestling como anunciadora dando inicio a los cuartos de final del AEW Women's Tag Team Cup Tournament y presentando a Madusa en calidad de anfitriona de la competición.

## Vida personal
Guerrero es la hija mayor de Eddie Guerrero y Vickie Guerrero.
Antes de unirse a la WWE, Guerrero fue cantante y modelo mientras asistía a la universidad. Ha cantado el himno nacional en eventos de FCW.
Desde el 3 de enero de 2016 está casada con su compañero de lucha profesional Aiden English, y se casaron en Florida.

## En lucha
- Movimientos Finales
  - Gory bomb – adoptado de su primo
  - Frog Splash – adoptado como homenaje a su padre Eddie Guerrero

- Movimientos de Firma
  - Scoop slam
  - Suplexs múltiple flotando en un  pin[6]

- Luchadores dirigidos
  - Alexander Rusev[4]
  - The Ascension (Conor O'Brian, Kenneth Cameron, and Tito Colón)[5]

- Managers
  - Vickie Guerrero

## Campeonatos y logros
- Florida Championship Wrestling
  - FCW Divas Championship (1 vez)[6]
  - Queen of FCW (1 vez)[6]